# Dariusz Dziekanowski
Dariusz Paweł Dziekanowski (født 30. september 1962 i Warszawa, Polen) er en tidligere polsk fodboldspiller (angriber).
Dziekanowski spillede det meste af sin karriere i hjemlandet, hvor han blandt andet var tilknyttet Polonia Warszawa og Legia Warszawa i sin hjemby, samt Widzew Łódź. Med Legia vandt han i 1994 det polske mesterskab. Senere i karrieren havde han også ophold i den skotske storklub Celtic, samt i engelsk, schweizisk og tysk fodbold.
Dziekanowski spillede desuden 62 kampe og scorede 20 mål for det polske landshold. Hans debutkamp var en VM-kvalifikationskamp på hjemmebane mod Malta den 15. november 1981, mens hans sidste opgør i landsholdstrøjen var en EM-kvalifikationskamp 14. november 1990 på udebane mod Tyrkiet.
Han var en del af den polske trup til VM i 1986 i Mexico. Her spillede han samtlige holdets fire kampe i turneringen, hvor polakkerne blev slået ud i 1/8-finalen.